# São Paulo Railway
La Sao Paulo Railway est l’une des premières voies ferrées du Brésil, mise en circulation dès 1867, afin de faciliter le transport du café vers le port de Santos.

## Histoire
En 1859, Barão de Mauá, le plus important banquier du Brésil, a convaincu le gouvernement brésilien de réaliser une ligne ferroviaire de 79 kilomètres reliant São Paulo au  Port de Santos pour  transporter le café de la région São Paulo, alors en pleine expansion caféière, jusqu'aux navires l’exportant en Europe.

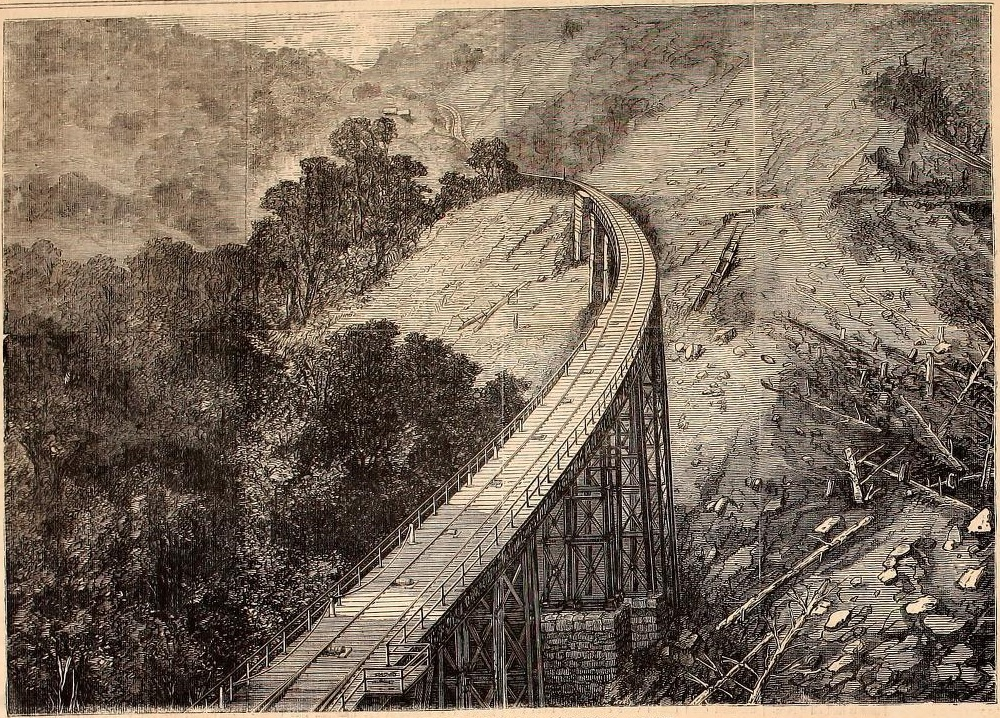
Chemin de fer de São Paulo, Brésil (Harper's Weekly, Vol. 12, no 623, 1868).

Le projet représentait une prouesse technique, en traversant le relief escarpé de la Serra do Mar, la « cordillère de la mer », avec des passages à plus de 800 mètres d’altitude et des pentes de près de 10 %, escaladées grâce à un système de câbles de traction. Il fut réalisé par une société par actions, la Sâo Paulo Railway & Co, confiée à un consortium britannique, et terminé en 1867. L'ingénieur écossais James Brunlees, réputé pour son expertise dans les projets difficiles, visita le Brésil, jugea l'affaire réalisable et recommanda à Barão de Mauá l'ingénieur Daniel Makinson Fox, alors âgé de seulement 26 ans, pour en finaliser l'exécution. Ce dernier, qui disposait déjà d'expériences similaires au Pays de Galles et dans les Pyrénées, estima qu'il lui faudrait recourir à un système de câble, plutôt qu'à une crémaillère, afin de rester dans le budget de 200 000 sterling qui lui était imparti.
Après avoir escaladé la cordillère, la ligne passait par le plateau caféier de la région de Sao Paulo, alors en pleine expansion agricole, et la ville de Jundiai, qui était son terminus. Sa construction déboucha sur un aménagement du port de Santos, pour augmenter sa capacité d’exportation. En 1867, l'année de l'ouverture du chemin de fer de la « São Paulo Railway », le Brésil a augmenté sa part du marché mondial du café et pesé sur l'histoire de la caféiculture, avec 2,65 millions de sacs de café exportés, dont 1,43 million en Europe et 1,2 million aux États-Unis, contre seulement 1,48 million de sacs en 1864.
En 1889, des protestations furent émises par les brésiliens contre le monopole ainsi obtenu par une société britannique pour la principale route d'exportation vers le port de Santos, ce qui déboucha sur la construction de la ligne Mairinque-Santos en 1910, par une compagnie rivale Estrada de Ferro Sorocabana. Nationalisée en 1940, la société São Paulo Railway a été renommée « Estrada de Ferro Santos-Jundiaí » puis fusionnée avec d'autres sociétés ferroviaires brésiliennes.

## Organisation
La « São Paulo Railway » était constituée de trois parties :
- Un premier tronçon de 20 km de long reliait Santos à Piassagüera, dont la construction a commencé le 15 mars 1860
- Un deuxième tronçon de 10 km de long reliait Piassagüera à Paranapiacaba, ville construite de toutes pièces, dans la montagne, pour accueillir les travailleurs du rail
- Un dernier tronçon de 20 km de long, parcourant le plateau caféier reliait Paranapiacaba à Jundiaí, via São Paulo